# Celui qui dénombrait les hommes
Celui qui dénombrait les hommes (titre original : This Census-Taker) est un roman court de fantasy de l'écrivain britannique China Miéville, publié en 2016 puis traduit en français et publié chez Fleuve en 2017. 

## Résumé
Un jeune garçon de neuf ans déboule un jour de sa maison, située en haut d’une montagne qui abrite la moitié de la ville, l’autre moitié se trouvant de l’autre côté d’un pont la reliant à une autre montagne. Le jeune garçon décrit à ceux qui l’accueillent dans le centre-ville que son père vient de tuer sa mère. Il est recueilli un peu de temps par des orphelins vivant sur le pont mais son père le récupère une fois que sa version des faits, un départ de sa femme à la suite d'un différend, est acceptée par tous. L’enfant fait plus tard une fugue pour retrouver les orphelins mais son père l’y retrouve à nouveau et le ramène dans sa maison.
Un jour, un homme se présente à leur maison en l’absence du père du garçon. Cet homme lui décrit sa fonction, celle de dénombrer des personnes, et lui propose de partir avec lui pour devenir son stagiaire. Le jeune garçon, voyant là l’unique solution pour réussir à se séparer de son père, accepte sa proposition et l’homme et l’enfant quitte la ville ensemble.

## Personnages
- Le petit garçon : personnage principal, il a 9 ans.
- Le père : père du petit garçon, fabricant de clés.
- La mère : mère du petit garçon, elle cultive des légumes.
- Samma et Drobe : amis du petit garçon, ils sont tous les deux des orphelins vivant sur un pont.
- Le recenseur :contrôleur opérationnel du petit garçon une fois devenu adulte.

## Accueil critique
Celui qui dénombrait les hommes a été globalement bien accueilli par les critiques. Jake Bible (en) écrit dans le New York Journal of Books que ce roman court est brillant. Il y voit « une belle prose pleine d'images qui remplissent l'imagination d'effroi et d'inquiétude ». Écrivant pour le blog io9, Andrew Liptak déclare que ce roman court « est un livre étrange, mais brillant, qui laisse le lecteur perplexe, avec des questionnements qui perdurent bien longtemps après que le livre ait été terminé ». Enfin, Jason Sheehan, sur le National Public Radio, compare China Miéville à un magicien et un Keyser Söze du New Weird (en) « parce que vous ne savez jamais qui il va être ».
En France, Pierre Charrel conclut sa critique dans la revue Bifrost en affirmant que « Celui qui dénombrait les hommes s’engage résolument dans la voie de la prose poétique » et que « cette nouvelle direction stylistique aboutit à des pages parfois fascinantes ». Sur Elbakin.net, Gillossen, alias Emmanuel Chastellière, conseille de passer leur chemin aux « amateurs d’intrigue particulièrement structurée, de rebondissements par dizaines ou d’univers de grande ampleur » tout en précisant que cela « ne signifie pas que cette histoire finalement intime et à l’échelle “modeste” ne mérite pas d’être lue, loin de là ». 

## Éditions
- This Census-Taker, Del Rey Books, 12 janvier 2016, 210 p.  (ISBN 978-1-101-96732-4)
- Celui qui dénombrait les hommes, Fleuve, coll. « Outre Fleuve », 12 octobre 2017, trad. Nathalie Mège, 192 p.  (ISBN 978-2-265-11719-8)
- Celui qui dénombrait les hommes, Pocket, coll. « Science-fiction » no 7261, 11 octobre 2018, trad. Nathalie Mège, 208 p.  (ISBN 978-2266290395)